# Église Saint-Julien-et-Sainte-Basilisse de Brenac
L'église Saint-Julien-et-Sainte-Basilisse de Brenac est une église située en France sur la commune de Quillan (ancienne commune de Brenac), dans le département de l'Aude en région Occitanie.
Les Façades et toitures et le décor peint ont été inscrits au titre des monuments historiques en 1987.

## Description
L'édifice se compose d'une nef unique, d'un chœur composé d'une travée et d'une abside semi-circulaire. L'entrée se fait à l'ouest, dans l'axe de la façade, par une porte rectangulaire à encadrements à refends. De part et d'autre du porche qui remonte au XIXe siècle, ont été ménagées au fond de la nef, deux chapelles.
Au-dessus des portes plein cintre de ces deux chapelles et sur les murs gouttereaux de la nef ont été appliqués des cartouches en plâtre surmontés de coquilles et encadrent un médaillon ovale orné de guirlandes. À l'intérieur du médaillon se trouve une croix.
L'abside est couverte d'une voûte en cul de four. Un décor architectural de pilastres ioniques couplés l'anime. Ces douze pilastres supportent une corniche au répertoire antiquisant, adapté au goût de l'époque (denticule, mutules, raie de chœur, acrotères...).
Sur les murs de la nef est représenté un décor de faux lambris au-dessus desquels est figuré un faux appareil chargé, en son centre, d'un motif. Le plafond de la nef épouse les deux versants de la toiture. Il est orné de panneaux peints richement décorés de rinceaux qui encadrent des médaillons dans lesquels sont représentés les instruments de la Passion et autres symboles religieux. Le cul de four de l'abside est divisé en cinq panneaux historiés, ornés de rinceaux. L'ensemble du décor peint est traité dans un camaïeu de bleus, notamment dans l'abside.

## Localisation
L'église est située sur l'ancienne commune de Brenac, fusionnée depuis 2016 avec la commune voisine de Quillan dans le département français de l'Aude.

## Historique
L'église semble avoir été construite au XVIIe siècle sur les fondations d'une église antérieure. Au XIXe siècle, un porche a été accolé à la façade occidentale et l'église reçoit un riche décor peint, notamment au-dessus de la nef et du chœur. 